# Feuerwehr in Österreich/Mitglieder
| Bundesland       | Männer im Aktivstand | Frauen im Aktivstand | Feuerwehrjugend männlich | Feuerwehrjugend weiblich | Reservisten männlich | Reservisten weiblich |
| ---------------- | -------------------- | -------------------- | ------------------------ | ------------------------ | -------------------- | -------------------- |
| Burgenland       | 12.914 (−47)         | 574 (+42)            | 1.172 (+17)              | 344 (+18)                | 1.658 (−12)          | 0                    |
| Kärnten          | 17.908 (−821)        | 523 (+73)            | 889 (+42)                | 191 (+8)                 | 759 (+46)            | 0                    |
| Niederösterreich | 72.108 (+457)        | 3.508 (+297)         | 3.780 (+51)              | 930 (−8)                 | 16.033 (+92)         | 25 (−10)             |
| Oberösterreich   | 62.608 (−187)        | 1.948 (+162)         | 8.384 (+533)             | 1.487 (+184)             | 17.785 (+161)        | 23 (+2)              |
| Salzburg         | 10.072 (−44)         | 289 (+11)            | 699 (−61)                | 117 (+8)                 | 5.337 (+65)          | 33 (+18)             |
| Steiermark       | 35.395 (−2.611)      | 1.840 (+74)          | 4.996 (+10)              | 946 (+218)               | 7.047 (+182)         | 75 (+32)             |
| Tirol            | 23.104 (+8)          | 371 (+15)            | 1.130 (−111)             | 138 (+25)                | 7.687 (+259)         | 18 (+5)              |
| Vorarlberg       | 6.770 (+404)         | 182 (+29)            | 670 (+43)                | 80 (+11)                 | 1.196 (+42)          | 8 (+8)               |
| Wien             | 3.122 (+80)          | 38 (+11)             | 49 (+4)                  | 0 (−1)                   | 26 (+2)              | 0                    |
| Gesamt           | 244.001 (−2.761)     | 9.273 (+714)         | 21.769 (+528)            | 4.251 (+461)             | 57.528 (+837)        | 182 (+55)            |
|                  | 253.274 (−2.047)     | 253.274 (−2.047)     | 26.020 (+989)            | 26.020 (+989)            | 57.710 (+892)        | 57.710 (+892)        |

Die Zahlen in Klammer zeigen die Veränderung gegenüber 31. Dezember 2008.
Mitgliederentwicklung seit 1999
| Jahr | Gesamt  | Aktive  | davon Frauen | Feuerwehrjugend | davon Mädchen | Reserve |
| ---- | ------- | ------- | ------------ | --------------- | ------------- | ------- |
| 1999 | 312.897 | 246.201 | 2.001        | 18.600          | 1.228         | 48.096  |
| 2000 | 314.278 | 246.029 | 2.824        | 19.102          | 1.479         | 49.147  |
| 2001 | 317.744 | 247.227 | 3.439        | 20.149          | 1.751         | 50.368  |
| 2002 | 319.213 | 246.893 | 3.462        | 21.567          | 2.151         | 50.744  |
| 2003 | 325.533 | 273.503 | 6.760        | 22.497          | 2.440         | 52.030  |
| 2004 | 326.403 | 247.252 | 5.068        | 25.607          | 2.902         | 53.544  |
| 2005 | 325.584 | 246.694 | 5.625        | 25.194          | 3.161         | 53.696  |
| 2006 | 328.281 | 247.909 | 6.635        | 25.157          | 3.509         | 55.215  |
| 2007 | 330.843 | 249.507 | 7.479        | 25.738          | 3.792         | 55.598  |
| 2008 | 337.170 | 255.321 | 8.559        | 25.031          | 3.790         | 56.818  |
| 2009 | 337.004 | 253.274 | 9.273        | 26.020          | 4.251         | 57.710  |

Daten von ÖBFV vom 31. Dezember 2017